# Tatort: Auf einen Schlag
Auf einen Schlag ist ein Fernsehfilm aus der Krimireihe Tatort. Der vom MDR unter der Regie von Richard Huber produzierte Beitrag wurde am 6. März 2016 im Ersten ausgestrahlt. In dieser 978. Tatortfolge ermitteln die Dresdner Ermittler Sieland, Gorniak und Schnabel in ihrem ersten Fall.

## Handlung
Der Musiker Toni Derlinger, Teil des ehemals erfolgreichen Volksmusik-Duos Toni und Tina, wird bei den Proben zur volkstümlichen Schlagershow „Hier spielt die Musik“ im Dresdner Zwinger erschlagen aufgefunden. Die Kommissarinnen Karin Gorniak und Henni Sieland nehmen gemeinsam mit der Polizeianwärterin Maria Mohr ihre Ermittlungen im Umfeld der vermeintlich heilen Welt der seichten Unterhaltungsmusik auf.
Recht schnell finden sich erste Hinweise, die zum Manager des Duos, Rollo Marquardt, führen.  Auch der Veranstalter der Konzertreihe, Maik Pschorrek, sowie der Schlagerfan Walther Ungerland kommen als Tatverdächtige in Betracht. Als eine Goldene Henne, mit der Marquardt einst ausgezeichnet wurde, als Tatwaffe identifiziert wird, wird er festgenommen. Unterdessen kommt Praktikantin Maria einer anderen Tatsache auf die Spur – es gibt eine sexuelle Verbindung zwischen dem Ermordeten und Albert, dem Sänger der Volksmusikband Herzensbrecher.  Außerdem ist Tonis Manuskript seiner Memoiren verschwunden.  Sieland und Gorniak versprechen, Maria zu helfen, doch werden sie durch eine andere Spur, bei der sie absichtlich einen Autounfall verursachen, um an die Computer Maik Pschorreks zu kommen, abgelenkt.  Beide Frauen, als auch deren Vorgesetzter Schnabel, unterschätzen Maria. Diese begibt sich schließlich allein zu einem Treffen mit Albert in ein Dresdner Einkaufszentrum.  Albert versucht, Maria das Manuskript der Autobiografie zu übergeben, mit der Toni seine homosexuelle Beziehung öffentlich machen wollte. Beide werden von den übrigen Mitgliedern der Herzensbrecher gestellt. Wenig später wird Albert schwer verletzt und Maria tot von Sieland und Gorniak aufgefunden.
Die Kommissarinnen stellen die Bandmitglieder nach einer Verfolgungsjagd als Mörder von Maria. Gorniak findet außerdem heraus, dass Tina eine Solokarriere unter dem Management von Maik Pschorrek geplant hatte. Tina gibt zu, Toni im Streit erschlagen zu haben.

## Produktionsnotizen
Der Film wurde vom 15. September 2015 bis zum 15. Oktober 2015 in Dresden gedreht.
In einer Fernsehsequenz sind kurz Stefan Mross und die Musiker von Voxxclub als sie selbst zu sehen. Auf einem Fan-Foto von Walther Ungerland (Darsteller: Michael Specht) ist zudem Achim Mentzel zu sehen, der kurz vor der Ausstrahlung der Folge verstorben war.
Die eingesungenen Lieder Mein Sachsen, Ich kann stark sein, Mein Schatz und Die höchsten Berge wurden von Francesco Wilking und Patrick Reising (von der Band Tele) komponiert.

## Rezeption

### Einschaltquote
Die Erstausstrahlung von Auf einen Schlag am 6. März 2016 wurde in Deutschland von 9,55 Millionen Zuschauern gesehen und erreichte einen Marktanteil von 25,4 Prozent für Das Erste; in der Gruppe der 14- bis 49-jährigen Zuschauer konnten 3,16 Millionen Zuschauer und ein Marktanteil von 22,5 % erreicht werden.

### Kritiken
Rainer Tittelbach von Tittelbach.tv urteilte: „Alwara Höfels & Karin Hanczewski zeigen in […] ihrem ersten ‚Tatort‘ aus Dresden, wie weibliches Ermitteln aussehen kann: geradlinig und selbstbewusst, schnell im Kopf und genauso schnell mit den Beinen. Die Akteure: zwei junge, sympathische, ‚normale‘ Frauen ohne Marotten. Die bringt dafür ihr Chef mit – was Martin Brambach Raum gibt für einige Glanz-Nummern. Diese wiederum korrespondieren bestens mit dem Milieu der Schlagerfuzzis, das schräg & ironisch den Krimi-Whodunit konterkariert und belebt.“
Bei der Die Tageszeitung schrieb Heiko Werning: „Das ganze Elend dieser Melange an Comic-Figuren in einem pseudo-kritischen Umfeld zeigt sich in Martin Brambach als ewiggestriger Chef des Damen-Trios. Der arme Mann, so schön er das auch spielt, soll also nun mitsamt seines Volksmusik-Klingeltons für die überforderten alten weißen Männer stehen, die mit der heutigen Zeit nicht richtig Schritt halten können und die die Welt nicht mehr verstehen. So modern dieser Film sich auch geben will, letztlich zeigt er auf schmerzhafte Weise vor allem eines: Dass die Verantwortlichen im MDR einfach mit der heutigen Zeit nicht richtig Schritt halten können und die Welt nicht mehr verstehen.“
Holger Gertz von der Süddeutschen Zeitung meinte: „Der neue ‚Tatort‘ aus Dresden ist erstklassig besetzt und lässig erzählt. Wenn da nur nicht dieser Überehrgeiz wäre. […] Im Dresdner Tatort wollen sie spürbar nicht den alten Scheiß noch mal bringen, also: den Tatort Münster abkupfern. Den Dresdnern geht es darum, mit dem Klischee zu spielen, sich dem Klischee aber nicht auszuliefern.“
Für den Der Spiegel wertete Christian Buß: „Regisseur Richard Huber hat zuvor schon den komisch verspulten Weimar-‚Tatort‘ gedreht, Drehbuchautor Ralf Husmann ist der Schöpfer von ‚Stromberg‘ und ‚Tatortreiniger‘ und wurde jüngst für die Aufschneiderkomödie ‚Vorsicht vor Leuten‘ für den Grimme-Preis nominiert. Trotzdem ist ihr gemeinsamer Film kein weiterer Comedy-'Tatort' geworden. Vielmehr gelingt es den beiden, eher hintenherum das Dresdner Lebensgefühl zwischen brachialem Heimatbekenntnis und Bummsberieselung einzufangen. […] Ein starker Einstand ist dieser Dresdner ‚Tatort‘ geworden. Ein süffiger Gruß an eine Parallelgesellschaft, die nur der MDR in ihrer ganzen Pracht und Niedertracht zeigen kann.“